# Hypothese permanenter Einkommen
Die Hypothese permanenter Einkommen ist eine Hypothese in der Makroökonomie, gemäß derer private Haushalte ihre Konsumentscheidungen an ihrem permanenten Einkommen, also dem durchschnittlichen Lebenszeiteinkommen, ausrichten. Sie geht maßgeblich auf Milton Friedmans Werk „A Theory of the Consumption Function“ von 1956 zurück.

## Hintergrund
Bei der makroökonomischen Betrachtung von Erwartungen und Konsumnachfrage für einen längeren Zeitraum können die zum Beispiel im IS-LM-Modell getroffenen temporären Annahmen nicht weiterverwendet werden. Vielmehr existieren verschiedene Einkommenshypothesen, die mittels unterschiedlicher Ansätze valide Prognosen zu treffen versuchen. Gemäß der Hypothese treffen die privaten Haushalte ihre Konsumentscheidung nicht auf Basis ihres kurzfristig verfügbaren Einkommens, sondern auf Basis ihres permanenten Einkommens. Das permanente Einkommen ist das durchschnittliche Einkommen je Periode, das ein Haushalt bei Berücksichtigung eines längeren Zeithorizonts erwartet.
Die Schlussfolgerung der Hypothese ist, dass vorübergehende, kurzfristige Einkommensänderungen der Konsumenten nur geringe Auswirkungen auf deren Konsumausgaben haben (marginale Konsumneigung ist sehr klein), während permanente Einkommensänderungen größere Auswirkungen auf das Konsumverhalten haben können. Wie auch die Lebenszyklushypothese ist die Hypothese des permanenten Einkommens eine Weiterentwicklung der keynesianischen Konsumfunktion.

## Dogmatischer Ansatz
Haushalte verdienen in jeder Periode {\displaystyle t} ein bestimmtes Einkommen {\displaystyle Y_{t}}, welches verschieden vom Einkommen der Folgeperiode {\displaystyle t+1}, {\displaystyle Y_{t+1}}, sein kann. Dabei wird der Einfachheit halber ein unendlicher Zeithorizont zugrunde gelegt, der sich mit Vererbungsmotiven übersetzen lässt. Das Einkommen setzt sich dabei aus den Gegenwartswerten von Arbeitseinkommen, Finanzeinkommen und Unternehmenseinkommen zusammen. Das Gesamtvermögen {\displaystyle X_{t}} ergibt sich als Summe aller abgezinster zukünftiger Einkommen:
{\displaystyle X_{t}=Y_{t}^{d}+{\frac {Y_{t+1}}{1+r_{t}}}+\ldots +{\frac {Y_{t+n}}{(1+r_{t})^{n-1}}}+\ldots }
Das permanente Einkommen {\displaystyle {\tilde {Y}}_{t}} ist der gewichtete Durchschnitt aller zukünftigen Einkommen im Zeitpunkt {\displaystyle t}. Damit lässt sich das Vermögen alternativ als Summe des harmonischen Mittels als Summe der abgezinsten Ströme permanenter Einkommen darstellen:
{\displaystyle X_{t}={\tilde {Y}}_{t}+{\frac {{\tilde {Y}}_{t}}{1+r_{t}}}+\ldots +{\frac {{\tilde {Y}}_{t}}{(1+r_{t})^{n-1}}}+\ldots ={\tilde {Y}}_{t}\left[1+{\frac {1}{1+r_{t}}}+\ldots +{\frac {1}{(1+r_{t})^{n-1}}}+\ldots \right]}
Nach einfacher Algebra lässt sich die Summe reduzieren:
{\displaystyle X_{t}={\tilde {Y}}_{t}{\frac {1}{1-{\frac {1}{1+r_{t}}}}}={\tilde {Y}}_{t}{\frac {1+r_{t}}{r_{t}}}}
Das permanente Einkommen kann somit als ewige Rente auf das Vermögen eines Wirtschaftssubjektes verstanden werden:
{\displaystyle {\tilde {Y}}_{t}={\frac {r_{t}X_{t}}{1+r_{t}}}}
Die entsprechende Konsumfunktion lautet dann: {\displaystyle C_{t}=C({\tilde {Y}}_{t})=C\left({\frac {r_{t}X_{t}}{1+r_{t}}}\right)}.

## Politische Implikationen
Die Hypothese kann erklären, warum Konsumanreize für Haushalte durch Steuersenkungen oder ähnliches nicht die von der keynesianischen Theorie vorhergesagten Effekte auf die gesamtwirtschaftliche Nachfrage haben. In der keynesianischen Theorie ist nämlich die Grenzneigung zum Konsum als konstant angekommen. Das bedeutet, dass ein Haushalt von jedem zusätzlich verfügbaren Euro Einkommen den gleichen Anteil in den Konsum steckt. Dem gegenüber steht die Hypothese permanenter Einkommen, gemäß welcher die Grenzneigung zum Konsum vom Vermögen des Haushalts abhängt. Entsprechend wird eine einmalige Erhöhung des Einkommens zu geringeren Effekte führen, weil die Haushalte die Gewinne über einen längeren Zeithorizont strecken.
Matthew D. Shapiro und Joel Slemrod fanden 2003 in ihrem Aufsatz Consumer Response to Tax Rebates empirische Evidenz für diese eine Sichtweise.